# Thad Beier
Thaddeus Beier (Topeka, 1º gennaio 1960) è un informatico, effettista e animatore statunitense.
Tra il 1980 e il 1986 lavorò presso il Computer Graphics Lab del New York Institute of Technology, compiendo ricerche nell'ambito della modellazione e dell'animazione 3D. In seguito alla chiusura del laboratorio, fu fino al 1994 direttore tecnico di ricerca e sviluppo presso Pacific Data Images. Nel 1998 ricevette un Oscar al merito tecnico-scientifico «per la progettazione e l'implementazione di ras_track, un sistema per il tracciamento 2D, la stabilizzazione e il tracciamento 3D di telecamere e oggetti. Ras_track consente all'utente di determinare la posizione della telecamera e degli oggetti in una scena tracciando i punti in una sequenza scansionata».
Tramite la Hammerhead Productions curò gli effetti speciali di svariati film tra gli anni novanta e gli anni duemila, come Titanic (1997), U-571 (2000), Fast and Furious (2001), The Core (2003), The Ring 2 e The Interpreter (2005).